# سن-ماگلوآر، کبک
سن-ماگلوآر (به فرانسوی: Saint-Magloire) شهری در منطقه شهری له اتشمن ناحیه شودییر-آپالاش در استان کبک کانادا است. در سرشماری سال ۲۰۱۱ این شهر ۷۲۴ نفر جمعیت داشته‌است و مساحت آن ۲۰۸٫۶۴ کیلومتر مربع است.